# Sainte-Hermine
Sainte-Hermine korábbi község Franciaország Loire mente régiójában, Vendée megyében. Lakosainak száma 2962 fő (2022. január 1.). Sainte-Hermine La Réorthe, Bournezeau, Saint-Aubin-la-Plaine, Saint-Étienne-de-Brillouet, Saint-Juire-Champgillon, Sainte-Pexine és Thiré községekkel határos.
2025. január 1-jén Saint-Jean-de-Beugné korábbi községgel egyesült és az így létrejött Saint-Jean-d’Hermine új község része lett.

## Népesség
A település népessége az elmúlt években az alábbi módon változott:
| Lakosok száma | 2857 | 2884 | 2941 | 2925 | 2930 | 2940 | 2949 | 2951 | 2962 |
|               | 2013 | 2015 | 2016 | 2017 | 2018 | 2019 | 2020 | 2021 | 2022 |